# サーフ ブンガク カマクラ
『サーフ ブンガク カマクラ』は、日本のロックバンド、ASIAN KUNG-FU GENERATIONの5thフルアルバム。2008年11月5日にキューンレコードから発売。

## 概要
- 前作『未だ見ぬ明日に』から5ヶ月ぶり、フルアルバムとしては『ワールド ワールド ワールド』以来8ヶ月ぶりと一年もしないうちにリリースされ、一年の間にフルアルバムを2枚リリースするのは初めてである。
- 全曲の曲名に江ノ島電鉄の駅名が冠され、一発録りでレコーディングされた『湘南シリーズ』の総集編である。実在する15駅のうち、10駅が楽曲になっている。
- アルバムタイトルはWeezerの楽曲「サーフ・ワックス・アメリカ」の捩りである。
- 初回限定版はスリーブケース仕様。
- 2023年7月5日、11thアルバムとして15駅すべてを音源化した『サーフ ブンガク カマクラ (完全版)』をリリース。本アルバムに収録されている10曲も再録。

## 収録曲
- 全作詞／全作曲：後藤正文、全編曲：ASIAN KUNG-FU GENERATION

| #         | タイトル                   | 作詞  | 作曲・編曲 | 時間  |
| --------- | -------------------------- | ----- | ---------- | ----- |
| 1.        | 「藤沢ルーザー」           |       |            | 2：45 |
| 2.        | 「鵠沼サーフ」             |       |            | 2：28 |
| 3.        | 「江ノ島エスカー」         |       |            | 2：39 |
| 4.        | 「腰越クライベイビー」     |       |            | 3：54 |
| 5.        | 「七里ヶ浜スカイウォーク」 |       |            | 2：49 |
| 6.        | 「稲村ヶ崎ジェーン」       |       |            | 3：08 |
| 7.        | 「極楽寺ハートブレイク」   |       |            | 2：21 |
| 8.        | 「長谷サンズ」             |       |            | 2：56 |
| 9.        | 「由比ヶ浜カイト」         |       |            | 3：54 |
| 10.       | 「鎌倉グッドバイ」         |       |            | 4：31 |
| 合計時間: | 合計時間:                  | 31:09 |            |       |

## 楽曲について
鵠沼サーフ
イントロ部分が変更されており、約20秒短縮されている。
江ノ島エスカー
イントロのカウントがカットされており、約4秒短縮されている。曲の舞台は江ノ島だが、歌詞に「埼玉のとある町」が出てくる。歌詞中の「カワサキ」は川崎重工業製のオートバイを指していると思われる。
稲村ヶ崎ジェーン
後藤が「潔が叩きそうなドラム」をイメージして作曲した曲だが、後藤の想像した伊地知の方が2割増で叩けたらしい。ライブでは、一部を喜多がメインで歌うことがある。
極楽寺ハートブレイク
『アジカンLOCKS！』内でイントロだけをアコースティックギターで披露したことがある。
長谷サンズ
タイトルは「馳せ参ず」とかけた駄洒落。
後藤は自身のブログでアルバムの収録曲のタイトルを虫食い問題にしていたが、この曲のみは最後まで正解者が出なかった。
由比ヶ浜カイト
曲の最後にあった笑い声がカットされている。

## 演奏
- 後藤正文：Vocals, Guitar
- 喜多建介：Guitar, Vocals
- 山田貴洋：Bass, Vocals
- 伊地知潔：Drums